# Европейски орган за безопасност на храните
Европейският орган за безопасност на храните (ЕОБХ) (на английски: European Food Safety Authority, EFSA) е агенция на Европейския съюз.
EFSA е основана през януари 2002 г. Седалището ѝ се намира в Парма, Италия.
Предоставя независими консултации и информация за съществуващи и възможни рискове, свързани с продоволствието. Дейността на агенцията обхваща всички въпроси относно прякото и непряко влияние върху безопасността на хранителните продукти за хора и животни, включвайки здравето на животните и защитата на растенията.
Агенцията поддържа Европейската комисия, Европейския парламент и страните членки в техния стремеж да предприемат своевременни ефективни решения по управление на рисковете, които решения да осигурят защитата на здравето на европейските потребители и безопасността на хранителните продукти за хора и животни. Агенцията работи с обществеността по всички въпроси, влизащи в нейната компетентност, на открита и прозрачна основа.

## Задачи
Съгласно Регламент 178/2002 на Европейския парламент и на Съвета на ЕС от 28 януари 2002 г. агенцията има следните задачи:
- разработване и предоставяне на заинтересованите страни на научни заключения по въпросите, касаещи безопасността на хранителните продукти за хора и животни;
- поощряване на разработването на най-добри методи за оценка на рисковете в сферите, отнасящи се към нейната мисия;
- търсене и анализ на научно-технически данни във всички сфери, пряко или косвено засягащи безопасността на хранителните продукти за хора и животни;
- по молба на Еврокомисията да предоставя научно-техническо съдействие при регулиране на кризи, разрешавани от комисията в сферата на безопасността на хранителните продукти за хора и животни;
- предоставяне на обществеността на разбираема, сигурна и обективна информация в сферите, които се отнасят към мисията ѝ.

## Страни членки
Агенцията си сътрудничи с националните агенции за безопасност на храните на 28-те страни членки на ЕС, Исландия, Норвегия и други страни наблюдателки.